# Tulpenbaum (Harpstedt)

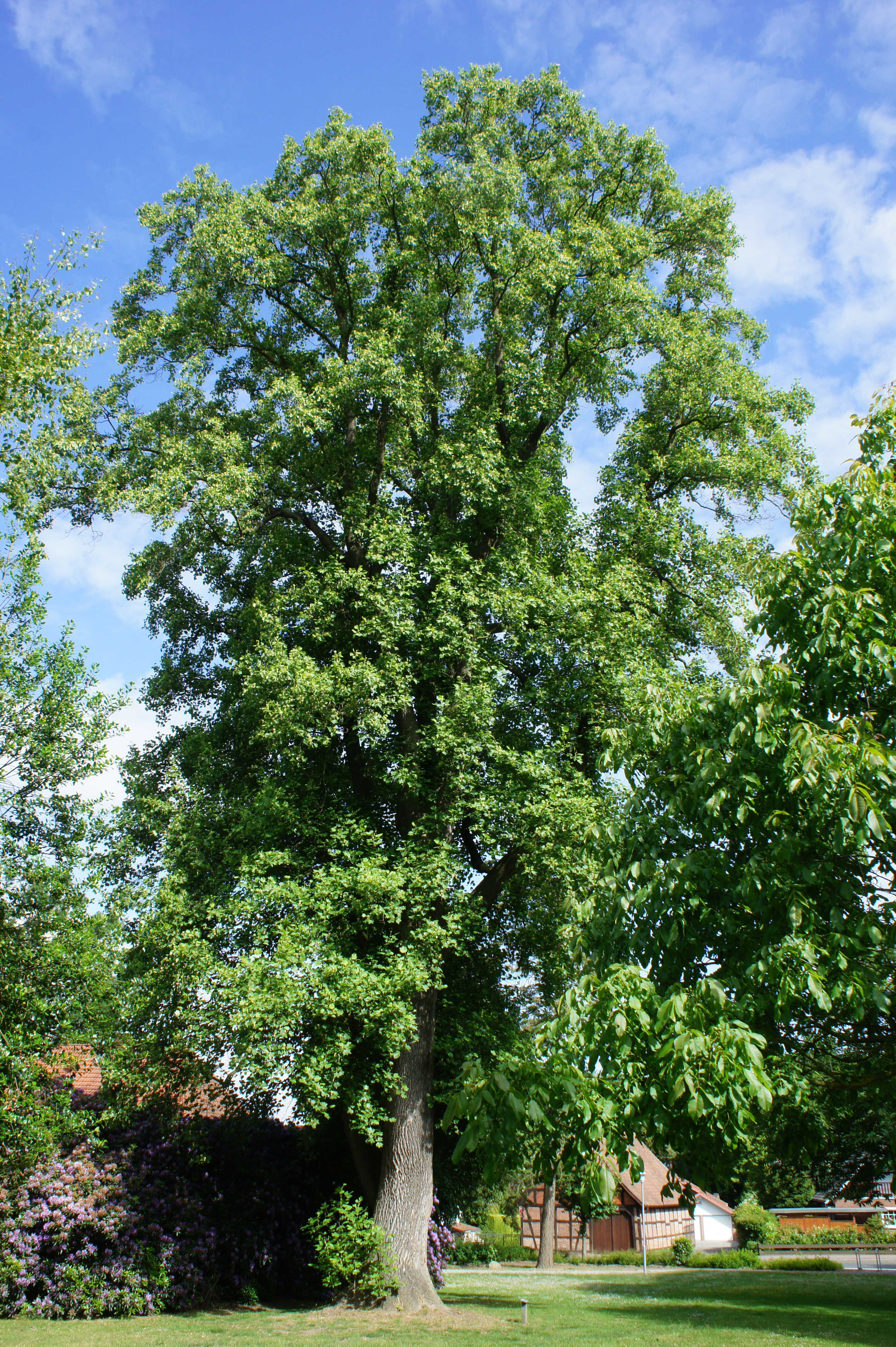
Tulpenbaum in Harpstedt, Juni 2015

Der Tulpenbaum in Harpstedt ist ein Naturdenkmal im Landkreis Oldenburg in Niedersachsen.

## Beschreibung
Der etwa 400 Jahre alte Tulpenbaum mit dem lateinischen Namen Liriodendron tulipifera ist ein Magnoliengewächs aus Nordamerika. Er befindet sich im Park Amtsfreiheit in Harpstedt und ist öffentlich zugänglich. Der vitale Baum ist etwa 30 Meter hoch und schlank gewachsen. Der Stamm hat einen Umfang von 4,95 Meter und der Kronendurchmesser beträgt etwa 37 Meter. Im Mai/Juni blüht er mit sommergrünen Blättern.

## Geschichte
Das Pflanzdatum wird auf die Zeit zwischen 1573 und 1619 beziffert. Der Pflanzort befindet sich im Lustgarten des Grafen Anton II. (1550–1619), dem damaligen Herrscher über die Grafschaft Delmenhorst und der Vogtei Harpstedt.

## Tulpenbaum-Blütenfest
Seit 2012 richtet der Verkehrs- und Verschönerungsverein Harpstedt das Tulpenbaum-Blütenfest aus, welches jährlich auf dem Gelände rund um den Baum stattfindet.